# Hinsbourg
Hinsbourg es una localidad y  comuna francesa situada en el departamento de Bajo Rin, en la región de Alsacia. Tiene una población de 106 habitantes (según censo de 1999) y una densidad de 32 h/km².
La comuna forma parte del Parque natural regional de Vosges du Nord.

## Municipios limítrofes
- Noreste: Puberg
- Este: Zittersheim
- Sureste: La Petite-Pierre
- Suroeste: Struth
- Oeste: Frohmuhl

## Demografía
| 101                        | 112 | 87 | 80 | 85 | 106 |
| (Fuente: [cita requerida]) |     |    |    |    |     |